# R.F. Delderfield
Ronald Frederick Delderfield, född 12 februari 1912, död 24 juni 1972, var en engelsk författare och dramatiker.

## TV-serier
Flera av Delderfields böcker filmatiserades för TV. Ett exempel är  Blod på guldet, Charlie som baserades
på romanen Come Home Charlie and Face Them.